# مستصفرة منفطة حقيقية
مستصفرة منفطة حقيقية (الاسم العلمي: Xanthomonas euvesicatoria) هي نوع من البكتيريا يتبع جنس المستصفرة من الفصيلة المستصفرية.